# Morarano Chrome
Morarano Chrome is een plaats en commune in het oosten van Madagaskar, behorend tot het district Amparafaravola, dat gelegen is in de regio Alaotra-Mangoro. Tijdens een volkstelling in 2001 telde de plaats 36.495 inwoners.
De plaats biedt naast lager onderwijs ook middelbaar onderwijs aan. 92 % van de bevolking werkt als landbouwer en 1 % verdient zijn brood als visser. Het belangrijkste landbouwproduct is rijst; andere belangrijke producten zijn mais en maniok. Verder is 10% actief in de dienstensector en heeft 7% een baan in de industrie.